# Poiana (Viverridae)
Poiana (Gray, 1864) è un genere di Carnivori della famiglia dei Viverridi, comunemente noti come linsanghi africani od oyan.

## Etimologia
L'epiteto generico deriva da Fernando Pó, vecchio nome dell'isola di Bioko, sulla quale fu catturato il primo esemplare conosciuto.

## Descrizione

### Dimensioni
Al genere Poiana appartengono carnivori di piccole dimensioni con la lunghezza della testa e del corpo fino a 332 mm, la lunghezza della coda fino a 400 mm e un peso fino a 700 g.

### Caratteristiche craniche e dentarie
I canini sono sottili, i premolari hanno cuspidi appuntite, mentre i molari sono relativamente piccoli. La mascella è poco sviluppata.
Sono caratterizzati dalla seguente formula dentaria:

### Aspetto
Il corpo è lungo e snello, mentre le zampe sono relativamente corte. Gli arti anteriori sono più corti di quelli posteriori. Il muso è lungo ed appuntito, le orecchie sono grandi e gli occhi sono di proporzioni normali. La coda è lunga quanto la testa ed il corpo, è di forma cilindrica, folta ed anellata. La pelliccia presenta diverse file di macchie nerastre lungo i fianchi. L'andatura è digitigrada, le unghie sono semi-retrattili e alquanto ricurve. Le femmine hanno un paio di mammelle.

## Distribuzione
Il genere è diffuso nell'Africa occidentale e centrale.

## Tassonomia
Sono state riconosciute 2 specie:
- Poiana leightoni
- Poiana richardsonii